# Mario Stojić
Mario Stojić (Mannheim, 6 de maig de 1980) és un exjugador professional de bàsquet que posseeix la doble nacionalitat croata i alemanya. Va jugar diferents equips de l'ACB.

## Palmarès
- Lliga italiana: 1 (Treviso, 2001-02)
- Lliga ACB: 1 (Real Madrid, 2004-05)
- Lliga belga: 1 (Ostende, 2012-13)
- Supercopa italiana: 2 (Treviso, 2001, 2002)